# 巴夏诺 (拉蒂纳省)
巴夏诺（義大利語：Bassiano），是意大利拉蒂纳省的一个市镇。总面积31.63平方公里，人口1662人，人口密度52.5人/平方公里（2009年）。ISTAT代码为059002。